# Artemis 3
Artemis 3 (även benämnd Artemis III) är en planerad rymdfärd i Artemisprogrammet. Artemis 3 sker med rymdfarkosten Orion MPCV och skjuts upp med Space Launch System. Rymdfärden planeras till tidigast september 2026 och förväntas då bli den första bemannade rymdfärden att landa på månen sedan Apollo 17 i december 1972.
Rymdfärden benämndes tidigare Exploration Mission-3 (EM-3).